# Saint-Mary
Saint-Mary é uma comuna francesa na região administrativa da Nova Aquitânia, no departamento de Charente. Estende-se por uma área de 21,86 km². Em 2010 a comuna tinha 349 habitantes (densidade: 16 hab./km²).